# Doppelmayer (cràter)

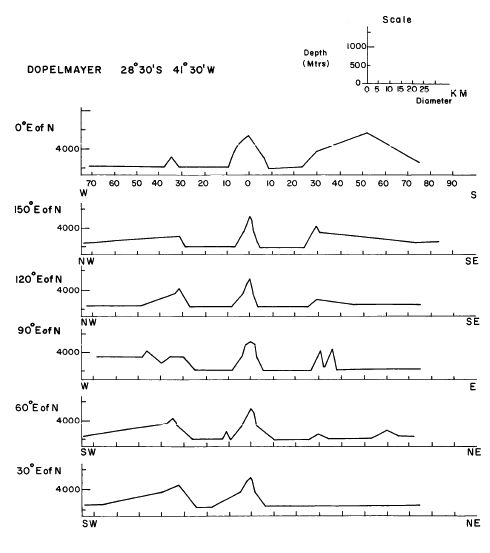
Perfils transversals del cràter

Doppelmayer són les restes d'un cràter d'impacte lunar que es troba en l'extrem sud-oest de Mare Humorum. Al sud-sud-est es troba un altre cràter inundat designat Lee, i al sud-est se situa Witelo. Al seu torn, just a l'est-nord-est de Doppelmayer es troba el cràter Puiseux gairebé submergit per la lava.

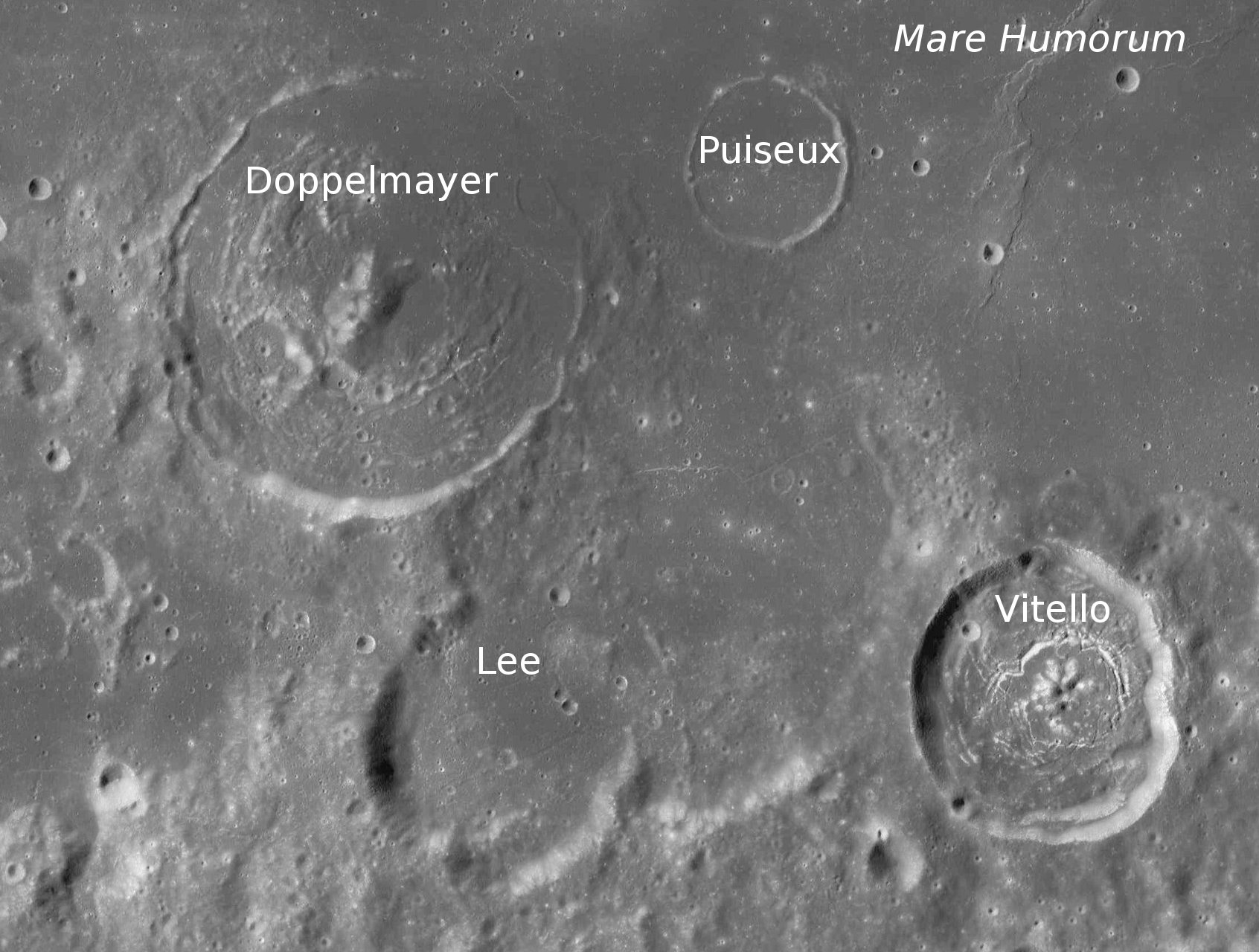
Fotografia de la missió Lunar Reconnaissance Orbiter

La vora de Doppelmayer és gairebé rodona, però està desgastada i erosionada. La secció més intacta és la meitat sud-oest, mentre que en el nord-est el brocal descendeix per sota del mare, deixant només un lleuger relleu en la superfície. L'interior ha estat inundat per la lava, deixant una gran cresta elevada al centre. Una petita cadena de pujols corbada cap a l'oest i cap al nord des de l'extrem sud d'aquesta serralada, forma un conjunt que és gairebé concèntric amb la vora exterior del cràter.
El cràter va ser nomenat com "Johann Gabriel Doppelmayr" per l'astrònom Johann Hieronymus Schröter en 1791.

## Cràters satèl·lit
Per convenció aquests elements són identificats en els mapes lunars posant la lletra en el costat del punt mitjà del cràter que està més prop de Doppelmayer.
|             | \| Doppelmayer \| Coordenades \| Diàmetre \| \| ----------- \| ------------------------------------ \| -------- \| \| A \| 29° 48′ S, 43° 06′ O / 29.8°S,43.1°O \| 10 km \| \| B \| 30° 30′ S, 45° 24′ O / 30.5°S,45.4°O \| 11 km \| \| C \| 30° 18′ S, 44° 06′ O / 30.3°S,44.1°O \| 7 km \| \| D \| 31° 48′ S, 45° 48′ O / 31.8°S,45.8°O \| 9 km \| \| G \| 28° 54′ S, 44° 54′ O / 28.9°S,44.9°O \| 15 km \| \| H \| 28° 48′ S, 43° 12′ O / 28.8°S,43.2°O \| 10 km \| \| J \| 24° 30′ S, 41° 06′ O / 24.5°S,41.1°O \| 6 km \| \| K \| 24° 00′ S, 40° 42′ O / 24.0°S,40.7°O \| 5 km \| \| L \| 23° 36′ S, 40° 30′ O / 23.6°S,40.5°O \| 4 km \| \| M \| 29° 30′ S, 43° 54′ O / 29.5°S,43.9°O \| 15 km \| \| N \| 29° 12′ S, 44° 36′ O / 29.2°S,44.6°O \| 5 km \| \| P \| 29° 06′ S, 42° 42′ O / 29.1°S,42.7°O \| 8 km \| \| R \| 29° 12′ S, 43° 12′ O / 29.2°S,43.2°O \| 4 km \| \| S \| 28° 06′ S, 43° 36′ O / 28.1°S,43.6°O \| 4 km \| \| T \| 25° 54′ S, 43° 12′ O / 25.9°S,43.2°O \| 3 km \| \| V \| 29° 48′ S, 45° 36′ O / 29.8°S,45.6°O \| 8 km \| \| W \| 33° 36′ S, 45° 36′ O / 33.6°S,45.6°O \| 8 km \| \| Y \| 33° 06′ S, 46° 06′ O / 33.1°S,46.1°O \| 10 km \| \| Z \| 33° 00′ S, 46° 24′ O / 33.0°S,46.4°O \| 10 km \| |          |
| Doppelmayer | Coordenades | Diàmetre |
| A           | 29° 48′ S, 43° 06′ O / 29.8°S,43.1°O | 10 km    |
| B           | 30° 30′ S, 45° 24′ O / 30.5°S,45.4°O | 11 km    |
| C           | 30° 18′ S, 44° 06′ O / 30.3°S,44.1°O | 7 km     |
| D           | 31° 48′ S, 45° 48′ O / 31.8°S,45.8°O | 9 km     |
| G           | 28° 54′ S, 44° 54′ O / 28.9°S,44.9°O | 15 km    |
| H           | 28° 48′ S, 43° 12′ O / 28.8°S,43.2°O | 10 km    |
| J           | 24° 30′ S, 41° 06′ O / 24.5°S,41.1°O | 6 km     |
| K           | 24° 00′ S, 40° 42′ O / 24.0°S,40.7°O | 5 km     |
| L           | 23° 36′ S, 40° 30′ O / 23.6°S,40.5°O | 4 km     |
| M           | 29° 30′ S, 43° 54′ O / 29.5°S,43.9°O | 15 km    |
| N           | 29° 12′ S, 44° 36′ O / 29.2°S,44.6°O | 5 km     |
| P           | 29° 06′ S, 42° 42′ O / 29.1°S,42.7°O | 8 km     |
| R           | 29° 12′ S, 43° 12′ O / 29.2°S,43.2°O | 4 km     |
| S           | 28° 06′ S, 43° 36′ O / 28.1°S,43.6°O | 4 km     |
| T           | 25° 54′ S, 43° 12′ O / 25.9°S,43.2°O | 3 km     |
| V           | 29° 48′ S, 45° 36′ O / 29.8°S,45.6°O | 8 km     |
| W           | 33° 36′ S, 45° 36′ O / 33.6°S,45.6°O | 8 km     |
| Y           | 33° 06′ S, 46° 06′ O / 33.1°S,46.1°O | 10 km    |
| Z           | 33° 00′ S, 46° 24′ O / 33.0°S,46.4°O | 10 km    |